# Friedrich von Schwaben
Friedrich von Schwaben ist ein spätmittelhochdeutscher Minne- und Aventiure-Roman, der von der Liebe des schwäbischen Herzogs Friedrich von Schwaben (offenbar eine Staufer-Reminiszenz) zu einer zunächst verwunschenen Königstochter Angelburg erzählt. Eine Zweitfassung mit abweichendem Ende (Angelburg stirbt und Friedrich heiratet die Zwergenkönigin Jerome) ist aus ältesten (Wiener) Handschriften erschließbar. Da der Text auf den Wilhelm von Österreich (1314) anspielt, ist er nach 1314 und vor der Datierung der ältesten Handschrift (1463/64) entstanden.
Der Roman liegt in sieben Handschriften vor und wurde 1904 als erster Band der DTM komplett abgedruckt.

## Ausgabe
- Max Hermann Jellinek: Friedrich von Schwaben: aus der Stuttgarter Handschrift (Deutsche Texte des Mittelalters, Band 1), Berlin, 1904 online bei Heidelberger historische Bestände